# Hakodatei repülőtér
A Hakodatei repülőtér (IATA: HKD, ICAO: RJCH) nemzetközi repülőtér Japánban, Hokkaidó szigetén, Hakodate közelében.

## Légitársaságok és célállomások

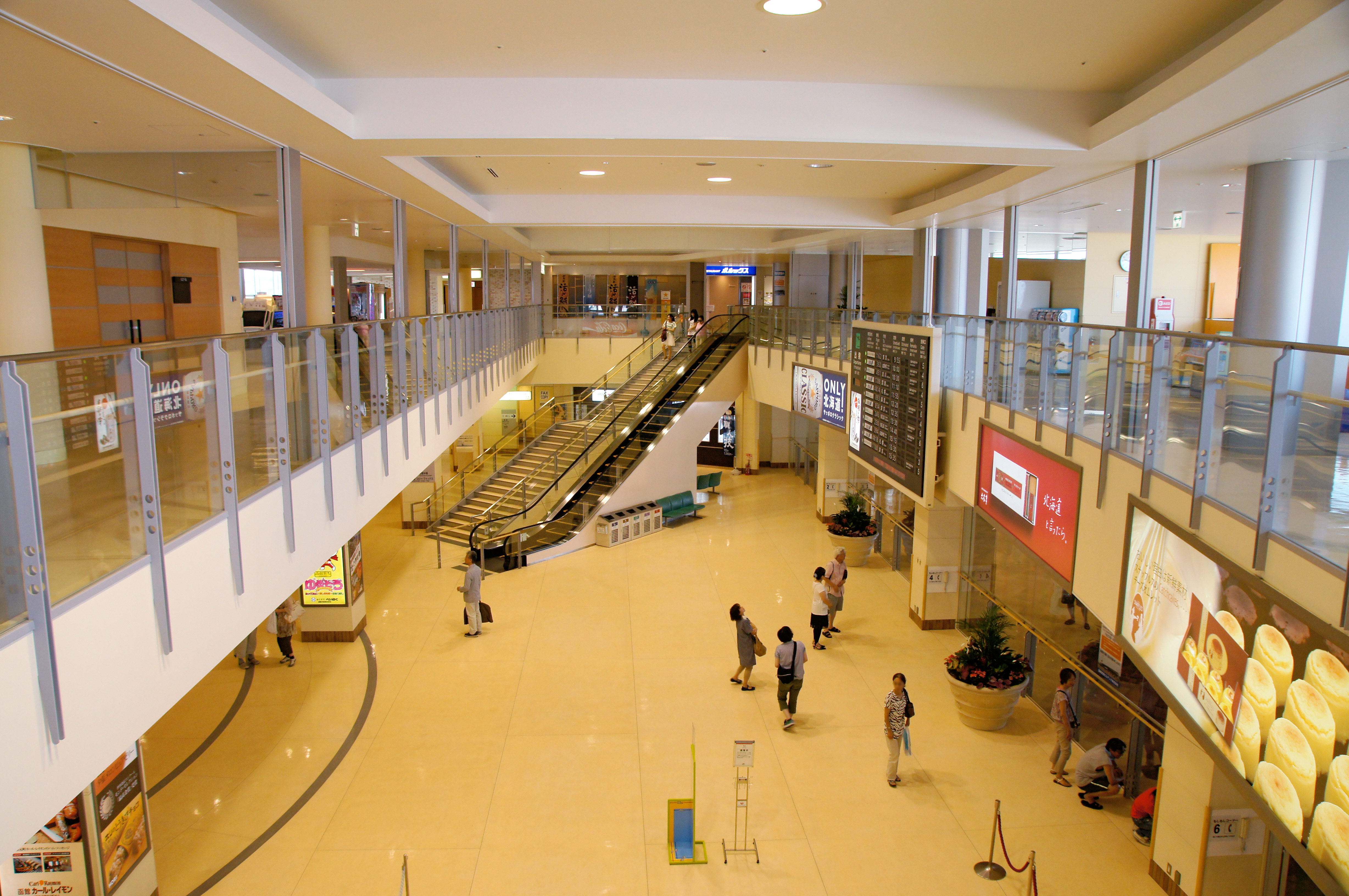
Váróterem

| Légitársaság                             | Célállomások                                  |
| ---------------------------------------- | --------------------------------------------- |
| All Nippon Airways                       | Osaka-Kansai, Tokyo-Haneda                    |
| All Nippon Airways operated by ANA Wings | Nagoya-Centrair, Sapporo-Chitose              |
| China Airlines                           | Charter: Taipei-Taoyuan                       |
| EVA Airways                              | Taipei-Taoyuan                                |
| Hokkaido Air System                      | Asahikawa, Kushiro, Okushiri, Sapporo-Okadama |
| Hokkaido International Airlines          | Tokyo-Haneda                                  |
| Hong Kong Express Airways                | Szezonális Charter: Hong Kong                 |
| Japan Airlines                           | Tokio-Haneda                                  |
| Korean Air                               | Seoul-Incheon                                 |
| TransAsia Airways                        | Taipei-Taoyuan                                |

## Forgalom
Az utasforgalom az elmúlt években az alábbi módon változott:
| Utasok száma | 2 262 033 | 2 432 822 | 2 188 334 | 1 901 532 | 1 503 821 | 1 394 499 | 1 629 527 | 1 744 682 | 1 763 567 | 765 948 |
|              | 2000      | 2002      | 2004      | 2007      | 2009      | 2011      | 2013      | 2016      | 2018      | 2020    |